# Ostkî, Rokîtne
Ostkî (în ucraineană Остки) este un sat în comuna Snovîdovîci din raionul Rokîtne, regiunea Rivne, Ucraina.

## Demografie
Componența lingvistică a localității Ostkî
     Ucraineană (99,15%)
     Alte limbi (0,6%)
Conform recensământului din 2001, majoritatea populației localității Ostkî era vorbitoare de ucraineană (99,15%), existând în minoritate și vorbitori de alte limbi.